# Gary Herbert
Gary Richard Herbert (American Fork, 7 maggio 1947) è un politico statunitense, governatore repubblicano dello Utah dal 2009 al 2021. Ha anche ricoperto la carica di vice governatore sempre per lo stato dello Utah dal 2005 al 2009.